# El Café
El Café es un pueblo en el estado Miranda, Venezuela. Es parte del Municipio Acevedo.